# 伊藤氏緋鯉
伊藤氏緋鯉為輻鰭魚綱鱸形目鱸亞目鬚鯛科的其中一種，分布西太平洋區的日本南部海域，棲息深度23-27公尺，體長可達12.3公分，生活在中底層海域，屬肉食性，可做為食用魚。